# Zhaire Smith
Zhaire Jahi-ihmi Smith (Kansas City, Misuri, 13 de marzo de 1997) es un baloncestista estadounidense que pertenece a la plantilla de los Piratas de Quebradillas de la BSN puertorriqueña. Con 1,91 metros de estatura, juega en la posición de escolta.

## Trayectoria deportiva

### Universidad
Jugó una temporada con los Red Raiders de la Universidad Tecnológica de Texas, en la que promedió 11,3 puntos, 5,0 rebotes, 1,8 asistencias y 1,1 robos de balón por partido. Fue incluido en el mejor quinteto de debutantes de la Big 12 Conference y también en el mejor quinteto defensivo.
Al término de la temporada, se declaró elegible para el Draft de la NBA pero sin contratar agente, dejando abierta la puerta al regreso a la universidad, pero finalmente en abril desestimó su regreso.

#### Estadísticas
| Año     | Equipo     | PJ | PT | MPP  | %TC  | %3P  | %TL  | RPP | APP | ROB | TPP | PPP  |
| ------- | ---------- | -- | -- | ---- | ---- | ---- | ---- | --- | --- | --- | --- | ---- |
| 2017–18 | Texas Tech | 37 | 21 | 28.4 | .556 | .450 | .717 | 5.0 | 1.8 | 1.1 | 1.1 | 11.3 |

### Profesional
Fue elegido en la decimosexta posición del Draft de la NBA de 2018 por Phoenix Suns, pero fue traspasado esa misma noche junto con la primera ronda del drafr de 2021 de Miami Heat a Philadelphia 76ers a cambio de Mikal Bridges. Debutó en la NBA el 25 de marzo de 2019, anotando 3 puntos ante Orlando Magic.
Después de dos años en Philadelphia, el 22 de noviembre de 2020, es traspasado a Detroit Pistons a cambio de Tony Bradley. Pero el 30 de noviembre, es cortado por los Pistons. Ya en 2021, el 26 de enero, fue incorporado a la plantilla de los Memphis Hustle de la G League, pero no llegó a jugar con el equipo.
El 15 de septiembre de 2023, firma un contrato no garantizado con Cleveland Cavaliers. Sin embargo, fue despedido el 21 de octubre y una semana después firmó con los Cleveland Charge de la NBA G League.
El 11 de febrero de 2024 firmó nuevamente con los Cavaliers un contrato de 10 días, pero no llegó a debutar y el 23 de febrero regresa a los Charge.
El 24 de septiembre de 2024 firma con los Cavaliers, pero es cortado el 15 de octubre. El 26 de octubre regresa nuevamente a los Charge.
[actualizar]

## Estadísticas de su carrera en la NBA

### Temporada regular
| Año     | Equipo       | PJ | PT | MPP  | %TC  | %3P  | %TL  | RPP | APP | ROB | TPP | PPP |
| ------- | ------------ | -- | -- | ---- | ---- | ---- | ---- | --- | --- | --- | --- | --- |
| 2018-19 | Philadelphia | 6  | 2  | 18.5 | .412 | .375 | .750 | 2.2 | 1.7 | .3  | .3  | 6.7 |
| 2019-20 | Philadelphia | 7  | 0  | 4.6  | .273 | .000 | .500 | .3  | .3  | .4  | .0  | 1.1 |
| Total   | Total        | 13 | 2  | 11.0 | .378 | .316 | .667 | 1.2 | .9  | .4  | .2  | 3.7 |

### Playoffs
| Año   | Equipo       | PJ | PT | MPP | %TC | %3P | %TL | RPP | APP | ROB | TPP | PPP |
| ----- | ------------ | -- | -- | --- | --- | --- | --- | --- | --- | --- | --- | --- |
| 2019  | Philadelphia | 2  | 0  | 2.5 | -   | -   | -   | .0  | .0  | .5  | .0  | .0  |
| Total | Total        | 2  | 0  | 2.5 | -   | -   | -   | .0  | .0  | .5  | .0  | .0  |